# WebJet Linhas Aéreas
WebJet Linhas Aéreas, що діє як Webjet, — бюджетна авіакомпанія Бразилії зі штаб-квартирою в Ріо-де-Жанейро, яка виконує регулярні та чартерні пасажирські перевезення по аеропортах країни і за її межі.
Webjet є дочірнім підприємством найбільшої в Бразилії туристичної компанії «CVC Viagens». У лютому 2011 року авіакомпанія Webjet експлуатувала повітряний парк з двадцяти двох літаків моделі Boeing 737, пасажирські салони яких сконфігуровані з одного економічного класу.
Головними транзитними вузлами (хабами) авіакомпанії є обидві повітряних гавані Ріо-де-Жанейро: Міжнародний аеропорт Галеан і Аеропорт Сантос-Дюмон.
Згідно зі звітом Національного агентства цивільної авіації Бразилії в 2009 році частка пасажирських перевезень Webjet в країні склала 4,46% на внутрішніх маршрутах за показником перевезених пасажирів на кілометр дистанції. У листопаді 2010 року даний показник для внутрішніх авіаперевезень виріс до 5,95 %.

## Історія
Авіакомпанія WebJet Linhas Aéreas була заснована бізнесменом Рожеріу Оттоні в лютому 2005 року і почала операційну діяльність у липні того ж року з виконання регулярних пасажирських перевезень на літаку Boeing 737-300 з аеропорту «Сантос-Дюмон» (Ріо-де-Жанейро) у Порту-Алегрі, Куритибі і Салвадор.
17 січня 2006 року компанія була продана бізнесменам Якобу Фільо і Вагнеру Абраяу, що спеціалізувалися у сфері туризму і пасажирського транспорту. У листопаді того ж року авіакомпанія отримала другий літак Boeing 737-300.
25 червня 2007 року Webjet черговий раз була перепродана і цього разу виявилася у власності найбільшого туристичного оператора Бразилії «CVC Viagens». З організацією власної авіакомпанії «CVC Viagens» ставила собі за мету знизити залежність від туроператора тарифів регулярних авіаперевізників Бразилії, і в першу чергу — від авіакомпанії TAM Airlines. У грудні 2007 року повітряний флот Webjet поповнився третім літаком Boeing 737, а з наступного року почався швидкий і постійний ріст флоту і розширення маршрутної мережі перевізника.
27 вересня 2010 року Webjet скасувала більше половини регулярних рейсів на цей день, після чого Національне агентство цивільної авіації Бразилії розпорядився призупинити на п'ять діб польоти всіх повітряних суден авіакомпанії для з'ясування причин виникнення інциденту. Після закінчення розслідування операційна діяльність компанії була відновлена.

## Маршрутна мережа

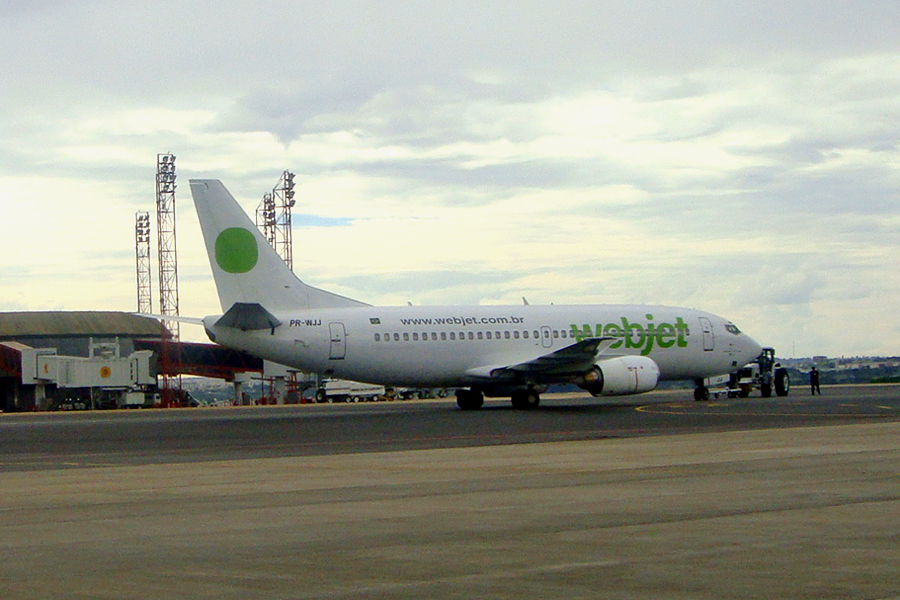
Boeing 737-300 авіакомпанії Webjet на рулюванні в Міжнародному аеропорту Бразиліа (2009 рік)

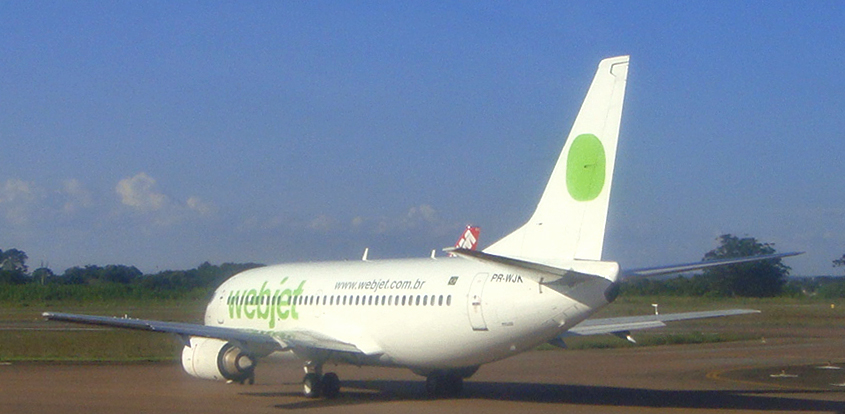
Boeing 737-300 авіакомпанії Webjet на рулюванні в Міжнародному аеропорту Афонсу Піна (Курітіба, 2009 рік)

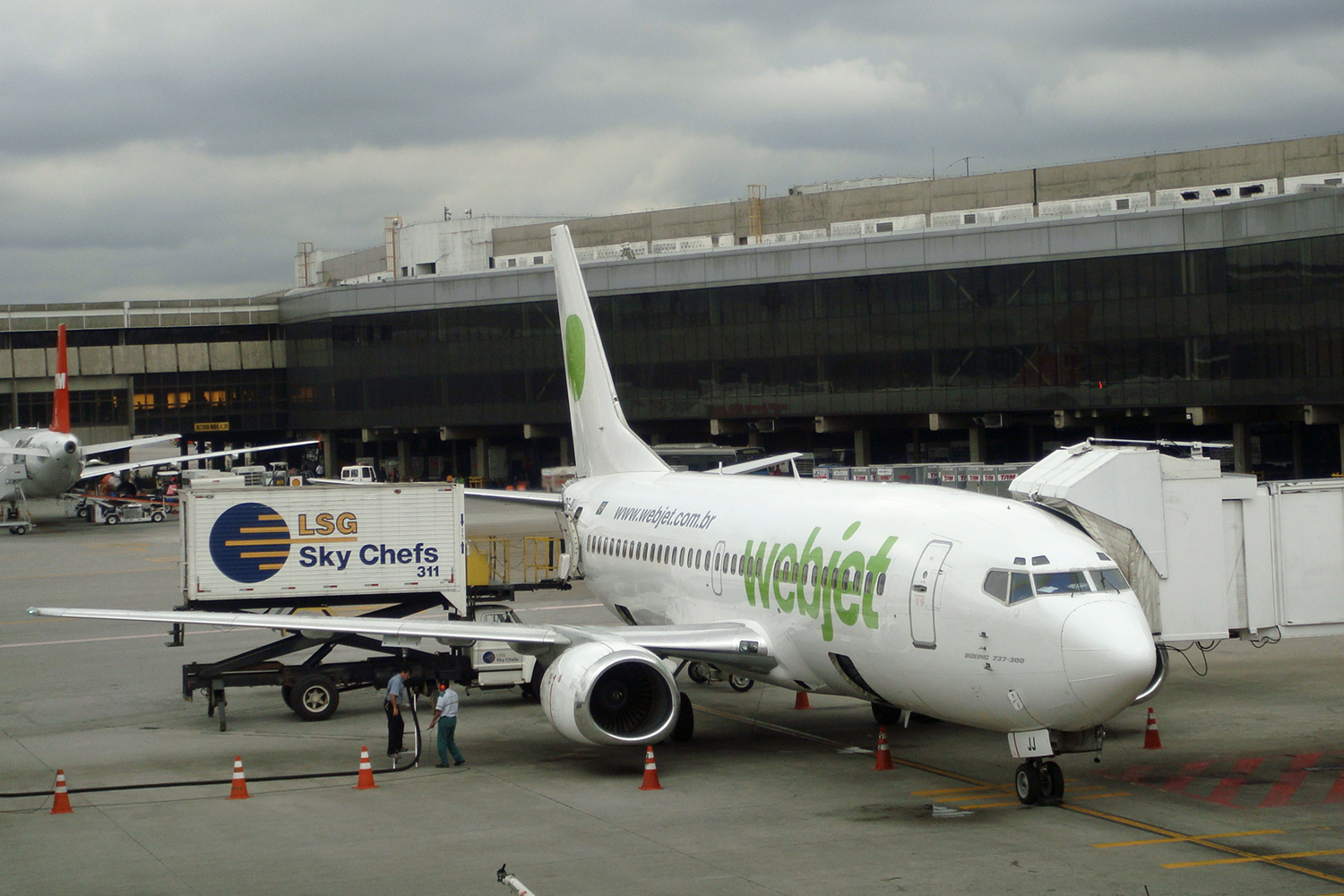
Boeing 737-300 Webjet у телетрапи Міжнародного аеропорту Гуарульос (Сан-Паулу, 2009 рік)

У грудні 2012 року маршрутна мережа регулярних перевезень авіакомпанії Webjet складалася з наступних пунктів призначення:
- Белу-Орізонті — Міжнародний аеропорт Танкреду Невес
- Бразиліа — Міжнародний аеропорт Бразиліа
- Куяба —  Міжнародний аеропорт імені маршала Рондона
- Курітіба — Міжнародний аеропорт Афонсу Піна
- Флоріанополіс — Міжнародний аеропорт імені Ерсіліу Лус
- Форталеза — Міжнародний аеропорт імені Пінту Мартінса
- Фос-ду-Ігуасу — Міжнародний аеропорт Фос-ду-Ігуасу
- Гоянія — Міжнародний аеропорт Санта-Женев'єва
- Масейо — Міжнародний аеропорт Зумбі-дус-Палмаріс
- Натал — Міжнародний аеропорт імені Аугусту Северу
- Навегантис — Міжнародний аеропорт імені міністра Вітора Кондера
- Порту-Алегрі — Міжнародний аеропорт Салгаду Филью
- Порту-Сегуру — Аеропорт Порту-Сегуру
- Ресіфі — Міжнародний аеропорт Гуарарапіс
- Рібейран-Прету — Аеропорт Рібейран-Прету
- Ріо-де-Жанейро
  - Міжнародний аеропорт Галеан хаб
  - Аеропорт Сантос-Дюмон хаб
- Салвадор — Міжнародний аеропорт імені депутата Луїса Едуардо Магальяса
- Сан-Паулу
  - Аеропорт Конгоньяс
  - Міжнародний аеропорт Гуарульос

## Флот
У листопаді 2012 року повітряний флот авіакомпанії Webjet Linhas Aéreas складали літаки Boeing 737-300 і Boeing 737-800. Пасажирські салони всіх лайнерів сконфігуровані в один економічний клас: